# Instytut Nauk Fizycznych Uniwersytetu Rzeszowskiego
Instytut Nauk Fizycznych Uniwersytetu Rzeszowskiego – jeden z ośmiu instytutów Kolegium Nauk Przyrodniczych Uniwersytetu Rzeszowskiego.

## Historia
Instytut został utworzony 1 października 2019 roku, wskutek połączenia następujących katedr: Fizyki Doświadczalnej, Fizyki Teoretycznej, Biofizyki oraz Centrum Dydaktyczno – Naukowego Mikroelektroniki i Nanotechnologii.

## Władze Instytutu
W kadencji 2020–2024:
| Stanowisko         | Imię i nazwisko             |
| ------------------ | --------------------------- |
| Dyrektor           | dr hab. Małgorzata Sznajder |
| Zastępca dyrektora | dr Krzysztof Kucab          |

## Struktura organizacyjna

### Katedra Badań Biofizycznych i Strukturalnych
Samodzielni pracownicy naukowi:
- dr hab. Paweł Jakubczyk – kierownik Katedry
- prof. dr hab. Marian Cholewa
- prof. dr hab. inż. Wojciech Rdzanek
- prof. dr hab. Antoni Szczurek
- dr hab. Marta Łuszczak
- dr hab. inż. Krzysztof Szemela
- dr hab. Małgorzata Sznajder
- dr hab. Andrzej Wal
- dr hab. Marcin Wesołowski
- prof. dr hab. Igor Tralle (profesor emerytowany)
- dr hab. Piotr Gronkowski (profesor emerytowany)

### Zakład Badań Materiałowych i Spektroskopowych
Samodzielni pracownicy naukowi:
- dr hab. Rafał Hakalla – kierownik Zakładu
- prof. dr hab. Yaroslav Bobytskyy
- prof. dr hab. Wojciech Szuszkiewicz
- dr hab. Andrzej Dziedzic
- dr hab. Przemysław Kolek
- dr hab. Wojciech Szajna
- dr hab. Ihor Virt

### Zakład Optometrii i Spektroskopii
Samodzielni pracownicy naukowi:
- dr hab. Józef Cebulski – kierownik Zakładu